# Lichosielce
Lichosielce – wieś w Polsce położona w województwie podlaskim, w powiecie augustowskim, w gminie Lipsk.
Dawniej osada. W dwudziestoleciu międzywojennym wieś leżała w Polsce, w województwie białostockim, w powiecie augustowskim. Podczas wytyczania granicy polsko-sowieckiej po II wojnie światowej wieś została przedzielona. Jej zachodnia część pozostała w Polsce, zaś wschodnia weszła w skład Związku Sowieckiego.
W latach 1975–1998 miejscowość administracyjnie należała do województwa suwalskiego.